# Cuartilla (unidad de masa)
En algunos países de Sudamérica se usa la cuartilla como unidad de masa, que equivale a la cuarta parte de una arroba (2,875575 kilogramos).
Aunque no es una medida oficial (en todos estos países se usa oficialmente el Sistema Internacional de Unidades), la cuartilla tiene uso extendido especialmente en la compra de verduras y otros alimentos.
- Datos: Q6419452